# Béla Vay

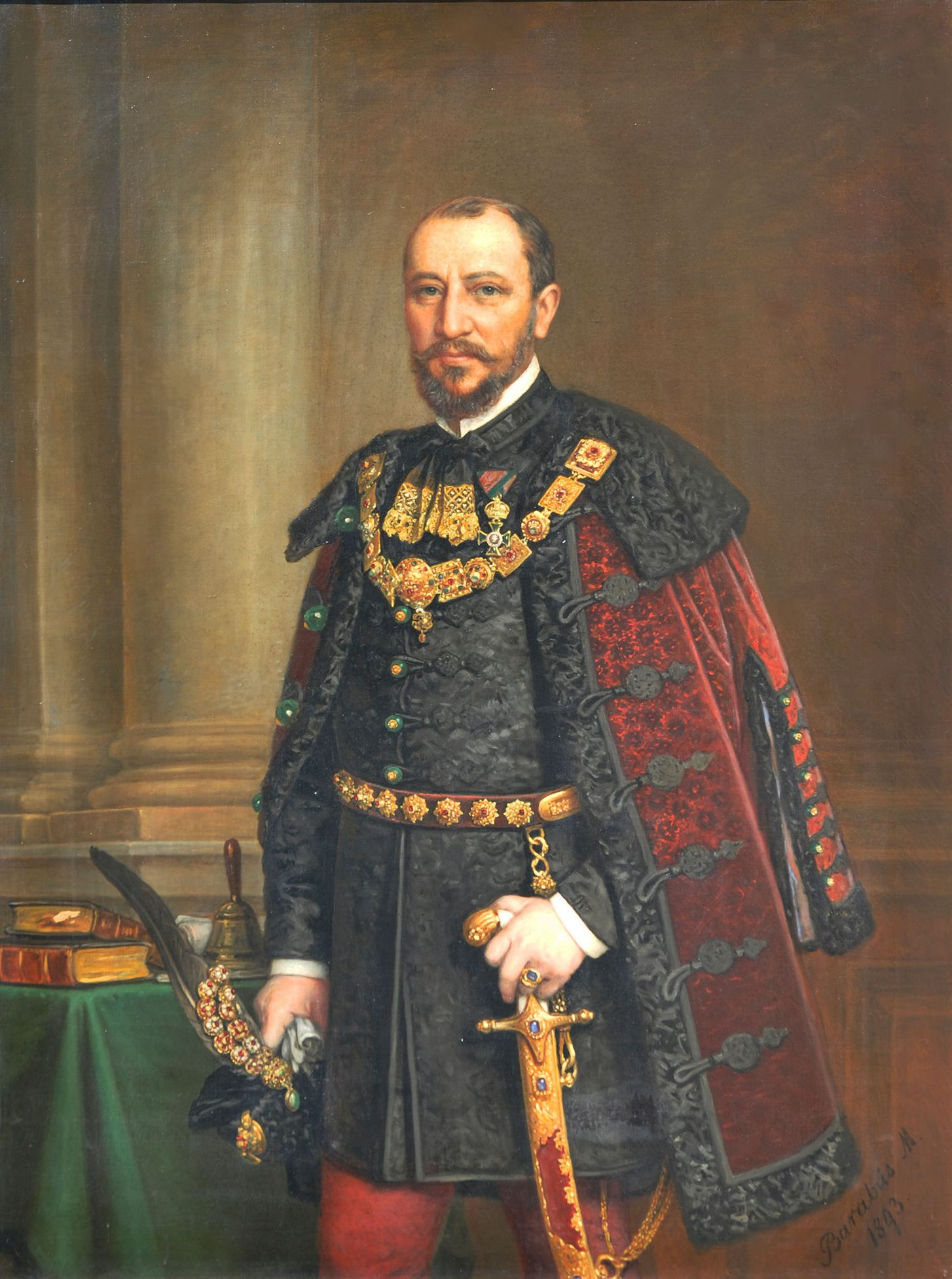
Béla Vay auf einem Gemälde von Miklós Barabás (1893)

Béla Baron Vay von Vaja (* 29. September 1829 in Alsózsolca, Komitat Borsod; † 17. August 1910 ebenda) war ein ungarischer Politiker, Obergespan und Reichstagsabgeordneter.

## Leben
Vay studierte Jura und meldete sich 1848 zum Ungarischen Unabhängigkeitskrieg als Freiwilliger, wo er als Nationalgardist (nemzetőr) in einem Bataillon unter dem Kommando von Sándor Petőfi stand. Im Dezember 1848 nahm er in der Schlacht von Szikszó als einer der Adjutanten von Lázár Mészáros teil. Nach Niederschlagung des Unabhängigkeitskrieges studierte Vay von 1850 bis 1852 in Berlin und unternahm anschließend größere Reisen durch Europa, von wo er 1854 wieder in seine Heimat zurückkehrte. Von 1861 bis 1872 war er Parlamentsabgeordneter für den Wahlkreis Szirmabesenyő im Komitat Borsod und war anschließend bis 1896 Obergespan des Komitats Borsod. Zeitgleich war er von 1886 bis 1896 Vizepräsident des Magnatenhauses.